# Escol
Établissements Moto Escol war ein belgischer Hersteller von Fahrzeugen. Der Markenname lautete Escol.

## Unternehmensgeschichte
Jules Escol gründete 1914 das Unternehmen in Châtelet. Er produzierte ursprünglich Schachtförderanlagen. Seine Söhne Félix und Maurice stellten ab 1923 Motorräder her. 1926 begann die Produktion von Automobilen, die bis 1929 lief. Motorräder entstanden bis 1938 oder 1939.

## Fahrzeuge

### Motorräder
Der erste Prototyp entstand 1923. Die Serienfertigung begann 1925. Verwendet wurden zunächst Motoren von Villiers mit 147 bis 250 cm³ Hubraum. Spätere Modelle hatten Viertaktmotoren mit 250 cm³, 500 cm³ und 600 cm³ Hubraum, die zum Teil von J.A.P. kamen.

### Automobile
Zunächst wurden Fahrgestelle von S.U.P. und Vierzylindermotoren von Fivet mit 1500 cm³ Hubraum verwendet. Ab 1927 kamen Einbaumotoren von Chapuis-Dornier und Vierradbremsen zum Einsatz. Außerdem gab es Pläne für ein Modell mit einem Sechszylindermotor.